# Thomas Wriothesley (1er comte de Southampton)
Pour les articles homonymes, voir Thomas Wriothesley et Wriothesley.
Thomas Wriothesley (21 décembre 1505 – 30 juillet 1550), 1er comte de Southampton, connu sous le nom de lord Wriothesley (prononcer « Risley ») entre 1544 et 1547, est un homme politique anglais de la période Tudor.

## Biographie
Il naît à Londres de William Wriothesley (ou Wrythe) et de Agnès Drayton, fille et héritière de James Drayton. Le père et l'oncle de Thomas ont été les premiers à utiliser Wriothesley comme nom de famille. Entré très jeune au service de Thomas Cromwell et du cardinal Thomas Wolsey, il sut se rendre très utile à ses maîtres, et en fut largement récompensé quand les monastères furent dissous, obtenant de vastes propriétés entre Southampton et Winchester. En mai 1530, il est nommé greffier du Sceau. Jusqu'en mai 1539, il est ambassadeur d'Henri VIII à Bruxelles.
Après avoir séjourné à l'étranger, il devient l'un des deux secrétaires d'État du roi en 1540 (un poste qu'il occupe conjointement avec sir Ralph Sadler) et est anobli la même année, en dépit de la chute de son patron, Thomas Cromwell. Il monte dans la faveur royale et, en 1542, il a la réputation de gouverner presque tout en Angleterre. Il cherche à promouvoir une alliance entre l'Angleterre et l'Espagne en 1543, et est nommé baron de Wriothesley de Titchfield en 1544.
Après avoir été lord du Sceau privé pendant quelques mois, il devient lord chancelier en 1544, et c'est à ce poste qu'il s'est rendu célèbre pour sa persécution de la poétesse Anne Askew ; Askew allégua avoir avoué parce qu'elle avait été torturée. Il a été l'un des exécuteurs testamentaires du Roi et, conformément aux volontés du roi défunt, il est créé comte de Southampton le 16 février 1547. Cependant, il est trop imprudent et nomme quatre personnes pour le soulager de ses fonctions de Lord Chancelier. Cette décision contestée le prive de son poste en mars, date à laquelle il cesse aussi d'être membre du Conseil privé.
Plus tard, il est réadmis au Conseil et il prend une part importante dans la chute d'Édouard Seymour, 1er duc de Somerset, mais il n'a pas repris son ancien poste de Lord Chancelier quand il meurt. Son successeur dans le titre de comte est son fils, Henry.

## Mariage et descendance
Il a épousé Jane Cheney et ils eurent quatre enfants :
- William Wriothesley (av. 12 septembre 1535 – août 1537) ;
- Anthony Wriothesley (né et mort en 1542) ;
- Elizabeth Wriothesley (1536-1554), a été inhumée le 16 janvier 1554 ; elle a été la première femme, de Thomas Radclyffe, 3e comte de Sussex ;
- Henry Wriothesley (24 avril 1545 – 4 octobre 1581), il épousera Mary Browne.

## Source
- (en) Cet article est partiellement ou en totalité issu de l’article de Wikipédia en anglais intitulé « Thomas Wriothesley, 1st Earl of Southampton » (voir la liste des auteurs).